# Proceraea fasciata
Proceraea fasciata är en ringmaskart som först beskrevs av Bosc 1802.  Proceraea fasciata ingår i släktet Proceraea och familjen Syllidae. Inga underarter finns listade i Catalogue of Life.